# Connor Roberts
Connor Richard Jones Roberts (Neath, 23 de setembro de 1995) é um jogador de futebol galês que atua como lateral. Atualmente, joga pelo Burnley

## Carreira do clube

### Swansea City
Roberts assinou um novo contrato de três anos com Swansea City em setembro de 2016. Ao retornar do Bristol Rovers, Roberts juntou-se ao Swansea City Under-23 e ganhou o título de 2016–17 da Professional U23 Development League 2 e a Copa da Premier League 2016–17 .

#### Empréstimo de Middlesbrough
Em 14 de julho de 2017, foi anunciado que Roberts ingressaria no Middlesbrough, clube do campeonato, por meio de um empréstimo de uma temporada. Depois de fazer uma aparição na liga, seu período de empréstimo foi encerrado em janeiro e ele voltou para Swansea City.

### Volta para Swansea City
Roberts fez sua estreia pelo Swansea City em 6 de janeiro de 2018 na 3ª rodada da FA Cup contra o Wolverhampton Wanderers.  Ele marcou seu primeiro gol pelo clube em 29 setembro de 2018 durante uma vitória por 3-0 sobre o Queens Park Rangers .

### Burnley
Em 31 de agosto de 2021, Roberts se juntou ao Burnley, da Premier League , por uma verba não revelada, assinando um contrato de quatro anos com o clube.

## Carreira internacional
Roberts foi internacional pela seleção sub-19 do País de Gales . Em março de 2016, Roberts recebeu sua primeira convocação para o time sub-21 do País de Gales para as partidas de qualificação do Campeonato da Europa de Sub-21 da UEFA de 2017 e fez sua estreia como suplente no segundo tempo na derrota por 2–1 contra Romênia, em 29 de março de 2016.
Ele foi chamado para a equipe sênior galesa pela primeira vez em 15 de março de 2018. Ele fez sua estreia internacional na final da Copa da China contra a seleção uruguaia de futebol em março de 2018, quando entrou como substituto de Declan John aos 59 minutos. Roberts marcou seu primeiro gol pelo time sênior na vitória por 4–1 sobre a República da Irlanda em 6 de setembro de 2018, finalizando um meio-vôlei criado por Gareth Bale . Em maio de 2021, ele foi selecionado para a equipe do País de Gales para o adiado torneio UEFA Euro 2020. Em 16 de junho de 2021, Roberts marcou o segundo gol na vitória por 2 a 0 sobre a Turquia no Euro 2020, auxiliado por Gareth Bale novamente.

## Títulos
Burnley
- Campeonato Inglês - 2ª divisão: 2022–23